# Scouts Guide to the Zombie Apocalypse
Scouts to the Zombie Apocalypse is een Amerikaanse komische horrorfilm uit 2015, geregisseerd door Christopher B. Landon.

## Verhaal
Drie vrienden en tevens scouts zijn niet zo populair op hun school. Als ze in hun rustig stadje in een club door zombies worden aangevallen, wordt het drietal gered door een serveerster. Om te kunnen overleven werken ze samen. Ze vechten als het personage Rambo terug tegen de zombies om de wereld te redden.

## Rolverdeling
| Acteur          | Personage             |
| --------------- | --------------------- |
| Tye Sheridan    | Ben                   |
| Logan Miller    | Carter                |
| Joey Morgan     | Augie                 |
| Sarah Dumont    | Denise                |
| David Koechner  | Scoutingleider Rogers |
| Halston Sage    | Kendall Grant         |
| Cloris Leachman | Mevrouw Fielder       |
| Lukas Gage      | Travis                |

## Achtergrond
De opnames begonnen op 8 mei 2014 in Los Angeles. De oorspronkelijke titel was Scouts vs. Zombies. De film was in Noord-Amerika aanvankelijk gepland op 13 maart 2015 dat later verschoven werd naar 30 oktober 2015. De filmproductie werd geschat op 15 miljoen Amerikaanse dollar. De opbrengst van het openingsweekend in de Verenigde Staten bedroeg 1.841.007 US dollar. De film werd negatief ontvangen. Op Rotten Tomatoes ontving de film een rating van 31%, gebaseerd op 49 beoordelingen en op Metacritic scoorde de film ongunstig met een cijfer 32/100 gebaseerd op 17 critics.